# Musab Momani
Musab Momani (ur. 28 sierpnia 1986) – jordański lekkoatleta, dyskobol i kulomiot.

## Osiągnięcia
- srebrny medal mistrzostw świata wojskowych (rzut dyskiem, Sofia 2009)
- brązowy medal światowych igrzysk wojskowych (rzut dyskiem, Rio de Janeiro 2011)
- wielokrotny rekordzista i mistrz kraju zarówno w rzucie dyskiem jak i w pchnięcie kulą

### Rekordy życiowe
- rzut dyskiem – 62,64 (2012) rekord Jordanii
- pchnięcie kulą – 18,41 (2013) rekord Jordanii